# 29562 Danmacdonald
29562 Danmacdonald (1998 DM14) là một tiểu hành tinh vành đai chính được phát hiện ngày 22 tháng 2 năm 1998 bởi NEAT ở Haleakala.